# Thelypteris coalescens
Thelypteris coalescens är en kärrbräkenväxtart som först beskrevs av Bak., och fick sitt nu gällande namn av C. Reed. Thelypteris coalescens ingår i släktet Thelypteris och familjen Thelypteridaceae. Inga underarter finns listade.